# Мішель Сарду
Мішель Сарду (фр. Michel Sardou, нар. 26 січня 1947, Париж, Франція) — французький співак, автор пісень, композитор і актор. Займає друге місце за кількістю проданих у Франції дисків від 1955 до 2009 року, було продано 90 мільйонів дисків. Його увага і артистизм зосереджені головним чином на національний французький ринок. До найпопулярніших належать: La maladie d'amour, Les lacs du Connemara, Je vais t'aimer, Je Vole, Etre une femme, Comme d'habitude,  La java de Broadway, Musulmanes  та ін. 

## Біографія

### Походження та дитинство
Мішель Сарду має артистичні коріння. У XIX столітті його дідусь по батькові лінії Валентин Сарду, був коміком у Марселі, а бабуся по материнській лінії була танцівницею. Батьками Сарду є французький  співак і актор Фернанд Сарду(1910—1976), і актриса Джекі Сарду(1919—1998). 26 січня 1947 року в них народився син Мішель.

### Початок кар'єри(1965-1970)
1965 році, Мішель Сарду отримує перший контракт з лейблом Barclay.
Пісні La maladie d'amour, Les lacs du Connemara і En chantant Мішель Сарду написав з Тото Кутуньо. У 2004 році він записав з Гару La Rivière De Notre Enfance.
До його альбому «Бути жінкою» (Être Une Femme, 2010) була включена пісня Voler викликана пристрастю Мішеля Сарду до авіації. Він записав її разом з Селін Діон.

## Особисте життя
Мішель Сарду вперше одружився 1965 року з Франсуазою Петре, танцівницею. У них є дві дочки: Сандріна (*15 січня 1970) та Сінтія (*4 грудня 1973). 1977 року вони розлучилися.
Вдруге він одружився у жовтні 1977 з Елізабет Гас, яку називали «Бабетта». У них двоє синів: Ромен — письменник (*6 січня 1974) і Деві — актор (*1 червня 1978). Вони розлучилися в червні 1999 року.
Третє одруження відбулося в Нейї-сюр-Сен 11 жовтня 1999. Анна-Марія Пер'є є колишнім головним редактором журналу «Elle».

## Дискографія

### Альбоми
| Рік  | Альбом                                   | Позиції FRA |
| ---- | ---------------------------------------- | ----------- |
| 1968 | Petit – Les Ricains                      | 8           |
| 1970 | J'habite en France                       | 2           |
| 1971 | Olympia 71                               |             |
| 1972 | Danton                                   | 2           |
| 1973 | La maladie d'amour                       | 1           |
| 1975 | Olympia 75                               | 1           |
| 1976 | La vieille                               | 1           |
| 1976 | Olympia 76                               | 4           |
| 1977 | La java de Broadway                      | 2           |
| 1978 | Je vole                                  | 1           |
| 1979 | Palais des Congrès 78                    | 34          |
| 1979 | Verdun                                   | 10          |
| 1980 | Victoria                                 | 18          |
| 1981 | Palais des Congrès 81                    |             |
| 1981 | Les lacs du Connemara                    | 1           |
| 1982 | Il était là                              | 2           |
| 1983 | Vivant 83                                | 2           |
| 1983 | Vladimir Ilitch                          | 4           |
| 1984 | Io Domenico                              | 1           |
| 1985 | Concert 85                               |             |
| 1985 | Chanteur de jazz                         | 5           |
| 1987 | Musulmanes                               | 1           |
| 1987 | Concert 87                               | 8           |
| 1988 | Le successeur                            | 2           |
| 1989 | Bercy 89                                 | 5           |
| 1989 | Sardou 66                                |             |
| 1990 | Le privilège                             | 2           |
| 1991 | Bercy 91                                 | 9           |
| 1992 | Le bac G                                 | 1           |
| 1993 | Bercy 93                                 | 6           |
| 1994 | Selon que vous serez, etc., etc.         | 1           |
| 1995 | Olympia 95                               | 3           |
| 1997 | Salut                                    | 1           |
| 1998 | Bercy 98                                 | 5           |
| 2000 | Français                                 | 1           |
| 2001 | Bercy 2001                               | 5           |
| 2004 | Du plaisir                               | 1           |
| 2005 | Live 2005 au Palais des sports           | 11          |
| 2006 | Hors format                              | 1           |
| 2008 | Zénith 2007                              |             |
| 2010 | Être une femme 2010                      | 2           |
| 2011 | Confidences et retrouvailles – Live 2011 | 8           |
| 2013 | Les grands moments – Live 2013           | 23          |
| 2017 | Le choix du fou                          | 1           |